# Viviana Calderón
Viviana Calderón Márquez (San José, 11 de agosto de 1980) es una presentadora y modelo costarricense. Trabajó para Televisora de Costa Rica, Teletica como presentadora de la revista matutina Buen Día. Tras su salida de Teletica, en abril de 2019 comienza un nuevo proyecto junto a Glenda Peraza, Cristiana Nassar y Maureen Salguero en el Multimedios Televisión.

## Biografía
Nació en San José, el 11 de agosto de 1980. Es hija de Fernando Calderón y la cantante María Cecilia Márquez.
En 1999 ganó el Concurso Imagen Internacional, en el 2000 participó en el certamen Tica Linda y aunque no quedó ganadora, la televisora Repretel la contrató y para el 2001 trabajó como presentadora de secciones comerciales Me lo dijo Adela. 
Su carrera adquirió auge cuando se convirtió en una de las presentadoras del programa de concursos A todo dar en el 2002. 
En 2005 pasó a ser presentadora del programa Destinos TV Internacional.
En el 2006 fue contratada por Teletica, donde trabajó como presentadora del programa En vivo y del Chinamo. 
En 2008 participó como "famosa" del reality Bailando por un sueño, donde obtuvo el primer lugar. También fue enviada a un reto internacional de baile contra Panamá donde también se convirtió en ganadora. 
En 2010 pasó a ser una de las presentadoras de 7 Estrellas, y además fue enviada al Mundial de Fútbol en Sudáfrica, como reportera del programa Revista mundialista de Teletica.

## Vida personal
En el 2007 contrajo matrimonio con Juan Lizano. Se separaron y el divorcio quedó oficializado el 2 de octubre del 2017. El divorcio se da a pocos meses de haberse dado a conocer que Calderón mantenía una relación con un compañero de trabajo, con quien se le había visto en varios eventos juntos.

## Trayectoria

### Modelaje
| Certamen                | Cede del concurso | Año  | Título            |
| ----------------------- | ----------------- | ---- | ----------------- |
| Revista SoHo Costa Rica |                   | 2009 | Modelo de portada |
| Tica Linda              | Costa Rica        | 2000 | Participante      |
| Imagen Internacional    | Costa Rica        | 1999 | Primer lugar      |

### Televisión
| Programa                       | Ocupación                          | Año           |
| ------------------------------ | ---------------------------------- | ------------- |
| Divas pero Divinas             | Presentadora                       | 2019-presente |
| Buen Día                       | Presentadora                       | 2016-2019     |
| Dancing with the stars         | Celebridad participante            | 2018          |
| 7 Estrellas                    | Presentadora                       | 2010-2016     |
| El gran juego ATM              | Presentadora                       | 2013          |
| El Chinamo                     | Presentadora                       | 2006-2015     |
| Revista Mundialista            | Reportera desde Sudáfrica          | 2010          |
| Capitanes del Fútbol           | Presentadora                       | 2009          |
| Bailando por un sueño: el reto | Celebridad participante - 1° Lugar | 2008          |
| Bailando por un sueño 2        | Celebridad participante - 1° Lugar | 2008          |
| En vivo                        | Presentadora                       | 2006-2009     |
| Destinos TV Internacional      | Presentadora                       | 2005          |
| A todo dar                     | Presentadora                       | 2001-2005     |
| Los Popof                      | Actriz                             | 2001          |
| Me lo dijo Adela               | Presentadora                       | 2001          |

### Presentaciones especiales
- Miss Costa Rica 2011- jurado - Teletica (2011)
- Miss Costa Rica 2009 - presentadora - Teletica (2009)
- Modelo Perfil - presentadora (2009)